# Antonio Maria Arduini
Antonio Maria Arduini (Albenga, 3 settembre 1691 – Noli, 16 dicembre 1777) è stato un vescovo cattolico italiano, vescovo di Noli dal 9 marzo 1746 al 16 dicembre 1777.

## Biografia
Appartenente all'ordine dei frati minori conventuali, divenne dottore in Teologia. Fu scelto da papa Benedetto XIV quale teologo della Congregazione della visita apostolica e della Congregazione per le indulgenze e le sacre reliquie. Lo stesso pontefice lo consacrò vescovo di Noli nel 1746. Riformò il capitolo della cattedrale e si prodigò in beneficenza in particolare nei confronti dell'ospedale dei poveri.

## Genealogia episcopale
La genealogia episcopale è:
- Cardinale Scipione Rebiba
- Cardinale Giulio Antonio Santori
- Cardinale Girolamo Bernerio, O.P.
- Arcivescovo Galeazzo Sanvitale
- Cardinale Ludovico Ludovisi
- Cardinale Luigi Caetani
- Cardinale Ulderico Carpegna
- Cardinale Paluzzo Paluzzi Altieri degli Albertoni
- Papa Benedetto XIII
- Cardinale Antonio Saverio Gentili
- Vescovo Antonio Maria Arduini, O.F.M.Conv.